# Rising Sun (Maryland)
Rising Sun è un comune degli Stati Uniti d'America, situato nello stato del Maryland, nella contea di Cecil.